# Koidula (Setomaa)
Koidula is een plaats in de Estlandse gemeente Setomaa, provincie Võrumaa. De plaats heeft de status van dorp (Estisch: küla), maar volgens de cijfers van 2011 woont er inmiddels niemand meer. In 2021 was het aantal inwoners ‘< 4’.
Tot in oktober 2017 behoorde Koidula bij de gemeente Värska. In die maand werd Värska bij de fusiegemeente Setomaa gevoegd.
De plaats ligt aan de Russische grens op 2 km afstand van de Russische stad Petsjory. Bij Koidula gaat de weg Tugimaantee 63 de Estisch-Russische grens over. Koidula heeft ook een station aan de spoorlijn Tartu - Petsjory. Het station, dat officieel overigens op het grondgebied van het buurdorp Matsuri ligt, is in 2011 opgeleverd en wordt gebruikt als passagiersstation, goederenstation en douanepost.
Ten zuiden van Koidula loopt de rvier Piusa, die hier de grensrivier met Rusland vormt.

## Geschiedenis
Het dorp ontstond als nederzetting aan de spoorlijn Valga - Petsjory, die gereedkwam in 1889. In de jaren dertig kreeg het de naam Koidula, naar de dichteres Lydia Koidula. Tot 1945 hoorde Koidula bij Matsuri; in dat jaar werd het een afzonderlijk dorp.
Nadat Estland in 1991 zijn onafhankelijkheid had hersteld, werd bij Koidula een grensovergang voor het wegverkeer ingericht. Voor het vervoer per spoor was het hinderlijk dat de spoorlijnen Tartu - Petsjory en Valga - Petsjory samenkwamen in Petsjory, aan de andere kant van de grens met Rusland. Daarom werd in de jaren 2008-2011 de spoorlijn Tartu - Petsjory verlegd, zodat de beide spoorlijnen vóór de grens in Koidula in plaats van na de grens in Petsjory samenkwamen. Het nieuwe station Koidula werd geopend op 3 september 2011. Sindsdien is Koidula het eindpunt van de spoorlijn uit Tartu. Er is (nog?) geen reizigersverkeer tussen Koidula en Petsjory en tussen Koidula en Valga. Het reizigersverkeer naar Petsjory stopte in de jaren negentig van de 20e eeuw, de spoorlijn Valga - Petsjory ging in 2001 dicht voor reizigers. Wel is er goederenverkeer in beide richtingen.